# Association sportive stade Mandji
 (décembre 2016).
Si vous disposez d'ouvrages ou d'articles de référence ou si vous connaissez des sites web de qualité traitant du thème abordé ici, merci de compléter l'article en donnant les références utiles à sa vérifiabilité et en les liant à la section « Notes et références ».
Maillots
Actualités
L'Association sportive stade Mandji est un club de football gabonais, basé à Port-Gentil. Il est présidé par Jean Jacques  Igambas Ikinda et entraîné par Alain Mandrault.
Pour la saison 2018-2019, le club évolue en Ligue 1 Gabonaise.

## Palmarès
- Championnat du Gabon : (2)
  - Champion : 2009 et 2022

- Coupe du Gabon : (2)
  - Vainqueur : 1978 et 1979